# リヴィエラ線
リヴィエラ線（英: Riviera Line）はエクセターからダウリッシュ、テインマスを通ってイギリスのリヴィエラと呼ばれるリゾート地、デヴォン州トーベイまでを結ぶイギリスの鉄道路線である。エクセター-プリマス線とサウス・デヴォン鉄道防波堤付近で線路を共有している。ナショナル・レールの戦略経路のうちウェールズ・アンド・ウェスタンルートを構成する 。かつてはルート12（2004-2009年）、Kルート（2014-2019年）を構成していた。

## 歴史

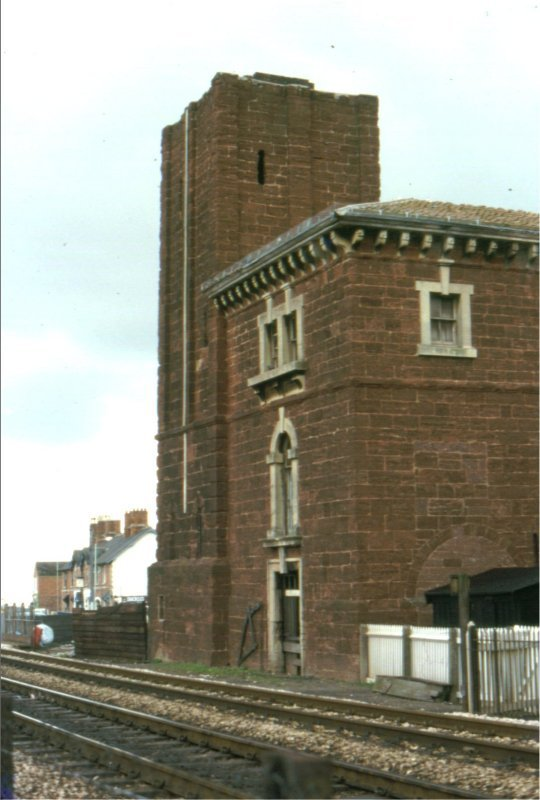
スタークロス機関庫

エクセターからテインマスまでの鉄道はサウス・デヴォン鉄道によって1846年5月30日に開通し、同年12月30日にニュートン・アボット駅まで延伸された。本線がプリマスまで延伸すると1848年12月18日にニュートン・アボットからトルケー（現・トーレ駅）までの支線が開業した。9年後、これらとは別にダートマス・アンド・トーベイ鉄道が1859年8月2日にペイントン駅まで開業した。
この路線は当初7 ft 0+1⁄4 in (2,140 mm)広軌の単線としてイザムバード・キングダム・ブルネルにより建設された。大気圧鉄道として計画されたがこれは1847年9月13日から1848年9月9日までの約1年間しか使用されなかった 。サウス・デボン鉄道の機関庫は現在でも沿線で見ることができる。線路は1892年5月21日に標準軌に改軌され、数年かけて複線化された。この際テインマス近辺の数カ所のトンネルが撤去されている。
ダートマス・アンド・トルケー鉄道は1872年にサウス・デヴォン鉄道と合併した。この企業は1876年2月1日にグレート・ウェスタン鉄道(GWR)に統合された。GWRは1947年運輸法によって1948年に国有化され、イギリス国鉄の一部となった。
1977年、国有産業に関する特別委員会は国鉄各線の電化を勧告し、1979年までにイギリス国鉄（BR）は2000年までの計画を発表した。ブリストル-エクセター線、エクセター-プリマス線、リヴィエラ線、コーニッシュ本線もこれらに含まれていた。電化計画はジェームズ・キャラハン政権ですすめられたが、マーガレット・サッチャー政権に変わると中断され、復活することはなかった。
民営化後はサウスウェスト・トレインズがウォータールー駅からソールズベリー駅を経由してペイントンやプリマス、ペンザンスへの路線を経営した。2009年12月からはエクセター・セント・デイヴィッズ駅より東側のみの運行となった。